# IX Quadriennale nazionale d'arte di Roma

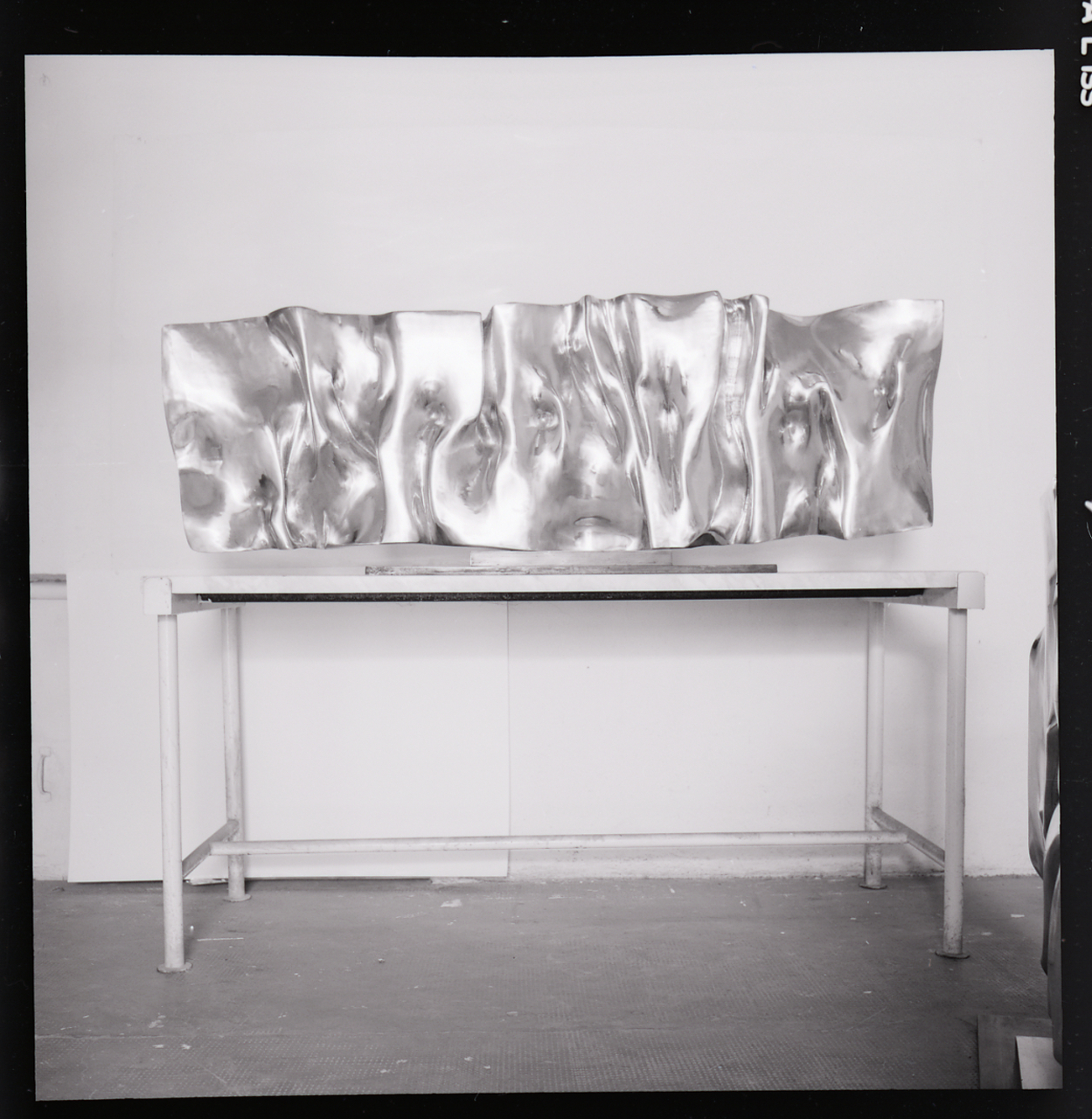
Scultura di Giò Pomodoro per la IX Quadriennale nazionale d'arte di Roma. Foto di Paolo Monti.

La IX Quadriennale nazionale d'arte di Roma si è tenuta fra il 22 novembre 1965 e il marzo del 1966, presso la sede storica del Palazzo delle Esposizioni di Roma, in via Nazionale. Fu la quarta della gestione del segretario generale Fortunato Bellonzi, mentre vi fu invece un passaggio di consegne alla presidenza, dove lo scrittore Bonaventura Tecchi prese il posto di Antonio Baldini.
Tra i 632 espositori, molti gli scultori invitati. Tra questi:Franco Cannilla; Andrea Cascella; Pietro Cascella; Ettore Colla; Pietro Consagra; Venanzo Crocetti; Pietro De Laurentiis; Pericle Fazzini; Lucio Fontana; Emilio Greco; Leoncillo; Giacomo Manzù; Marino Marini; Marino Mazzacurati; Mirko Basaldella; Giò Pomodoro. Inoltre nella sezione scultura parteciparono fuori concorso, in quanto facenti parte le commissioni, Marcello Mascherini e Umberto Mastroianni.
Sempre folta la sezione pittura. Tra gli artisti invitati:Concetto Pozzati Carla Accardi; Enrico Accatino; Afro (Afro Basaldella); Franco Angeli; Alberto Burri; Sergio Franzoi; Giuseppe Capogrossi; Tano Festa; Franco Gentilini; il Gruppo Uno (Nicola Carrino, Nato Frascà, Giuseppe Uncini) ; il Gruppo T (Giovanni Anceschi; Davide Boriani; Gianni Colombo; Gabriele De Vecchi; Grazia Varisco); Davide Orler; Achille Perilli; Mimmo Rotella; Sergio Scatizzi; Toti Scialoja; Marino Sormani; Giulio Turcato; Renzo Vespignani. Orfeo Tamburi partecipò fuori concorso.
Tra gli invitati della sezione "Incisori e disegnatori" vi fu Antonino Virduzzo.
Trentuno le retrospettive dedicate ad artisti scomparsi, quali: Luigi Bartolini; Felice Casorati; Fortunato Depero; Antonio Donghi; Riccardo Francalancia; Pier Antonio Gariazzo; Alberto Gerardi; Gino Ghiringhelli; Michele Guerrisi; Camillo Innocenti; Guglielmo Janni; Antonio Ligabue; Bepi Longo; Mario Mafai; Giorgio Morandi; Publio Morbiducci; Siro Penagini; Carlo Alberto Petrucci; Ugo Recchi; Manlio Rho; Bepi Romagnoni; Mino Rosso; Alberto Salietti; Pio Semeghini; Mario Sironi; Ardengo Soffici; Tancredi Parmeggiani; Fiorenzo Tomea; Attilio Torresini; Francesco Trombadori; Giuseppe Viviani.

## Commissioni e giurie
Come nelle altre edizioni, gli artisti potevano partecipare su invito, oppure passando un'apposita selezione. A marcare la differenza rispetto al passato, è stata la presenza di critici d'arte tra i commissari addetti alla selezione.
In particolare la "Commissione per gli inviti" era così composta: 
- pittori: Giuseppe Cesetti, Beppe Guzzi, Enrico Paulucci
- scultori: Quinto Ghermandi, Giuseppe Mazzullo
- incisore: Mino Maccari
- critici d'arte: Enzo Carli, Ottavio Morisani, Marco Valsecchi.

La "Commissione per l'accettazione delle opere degli artisti non invitati" era così composta:
- pittori: Raffaele Costi, Emiliano Scanavino
- scultori: Oscar Gallo, Franco Garelli
- incisore: Remo Wolf
- critici d'arte: Vito Apuleo (presente, tra l'altro, anche come espositore), Guido Perocco.

Altra differenza rispetto al passato, il segretario generale, Fortunato Bellonzi, non partecipò direttamente alle commissioni e alle giurie, sebbene si riservasse, da regolamento, di assistere ai lavori di entrambe.
I critici d'arte fecero la loro comparsa anche nella giuria di premiazione, che, a differenza negli anni precedenti, quando le giurie erano due, una eletta dagli artisti e una nominata dal consiglio di amministrazione, fu una sola. A presiederla il critico d'arte Nello Ponente. Furono chiamati a farne parte:
- pittori: Giovanni Brancaccio (che però declinò l'incarico), Carlo Corsi, Giuseppe Santomaso
- scultori: Luigi Broggini, Umberto Mastroianni
- incisore: Arnoldo Chiarrocchi
- critici d'arte: Ferdinando Bologna, Nello Ponente, Pier Carlo Santini.

## Allestimento e collocamento delle opere
Il collocamento delle opere fu affidato unicamente ad artisti: se ne occuparono Nato Frascà, Orfeo Tamburi, Edgardo Mannucci, Marcello Mascherini e Nunzio Sciavarrello. L'allestimento fu invece affidato a Mario Melis.

## Catalogo
Il catalogo aveva 329 pagine e 311 tavole. La prefazione fu affidata a Guido Perroco. Tra i saggi, dedicati solo alle retrospettive, quelli di Agnoldomenico Pica e Valentino Martinelli.

## Elenco degli artisti partecipanti
Le opere esposte furono circa tremila. Tra artisti invitati, i protagonisti delle retrospettive e gli artisti ammessi dalla giuria di accettazione, gli espositori furono in totale 632.

## A
Carla Accardi; Enrico Accatino; Giovanni Anceschi; Afro (Afro Basaldella); Nino Aimone; Sergio Altieri; Getulio Alviani; Giovanni Amoroso; Nino Andreoli; Danilo Andreose; Lucio Andrich; Franco Angeli; Anselmo Anselmi; Richard Antohi; Vito Apuleo; Otello Arena; Sante Arduini; Rodolfo Aricò; Giuseppe Armocida; Ugo Attardi; Marcello Avenali; Giorgio Azzaroni

## B
Ennio Bacchilega; Edmondo Bacci; Umberto Baldaccini; Maria Baldan; Umberto Baldassarre; Iginio Balderi; Giuseppe Banchieri; Luigi Barbieri; Giovanni Barbisan; Mario Bardi; Renato Barisani; Amerigo Bartoli; Luigi Bartolini; Dino Basaldella; Guido Basso; Mario Bellagamba; Giorgio Bellandi; Gino Bellani; Elena Bellingeri; Vasco Bendini; Gabriella Benedini; Giacomo Benevelli; Riccardo Benvenuti; Sergio Benvenuti; Giuseppe Bercetti; Pia Bernini Monaco; Antonio Berti; Gianni Bertini; Tommaso Bertolino; Lino Bianchi Barriviera; Ester Bianchi Battaglini; Aldo Bianchini; Angelo Biancini; Guido Biasi; Renzi Biasion; Antonio Biggi; Gastone Biggi; Mario Bionda; Floriano Bodini; Gino Bogoni; Luigi Boille; Eugemio Bolognini; Giorgio Bompadre; Bona (De Mandiargues); Carlo Bonacina; Cecco Bonanotte; Liana Bonivento; Egidio Bonfante; Arturo Bonfante; Enrico Bordoni; Rocco Borella; Leo Borghi; Aldo Borgonzoni; Davide Boriani; Pompeo Borra; Antonio Borrelli; Renato Borsato; Franco Botto; Guglielmo Bozzano; Giovanni Brancaccio; M. Luisa Brazzetti Vittori; Remo Brindisi; Renato Bruscaglia; Franco Bruzzone; Armando Buso

## C
Corrado Cagli; Mario Calandri; Antonio Calderara; Aldo Calò; Italo Calvari; Ettore Calvelli; Massimo Campigli; Giuseppe Canali; Angelo Enrico Canevari; Giovanni Cannata; Franco Cannilla; Felice Canonico; Bruno Canova; Domenico Cantatore; Nado Canuti; Aldo Capacci; Renzo Capezzuoli Berna; Ugo Capocchini; Giuseppe Capogrossi; Dino Caponi; Carmelo Cappello; Tonino Caputo; Ugo Carrà; Pietro Carabellese; Girolamo Caramori, Cosimo Carlucci; Carlo Caroli; Aldo Caron; Aldo Carpi; Carlo Carrà; Nicola Carrino; Sebastiano Carta; Bruno Caruso; Andrea Cascella; Pietro Cascella; Felice Casorati; Daphne Casorati Maugham; Francesco Casorati Pavarolo; Nino Cassani; Bruno Cassinari; Narcisio Cassino; Salvatore Castagna; Alfio Castelli; Raffaele Castello; Tullio Catalano; Vittorio Cavicchioni; Carlo Cazzaniga; Leonetta Cecchi Pieraccini; Giorgio Celiberti; Gisberto Ceracchini; Leopoldo Ceracchini; Mino Ceretti; Mario Ceroli; Giuseppe Cesetti; Sandro Cherchi; Mauro Chessa; Aldo Chiappelli; Alfredo Chighine; Guido Chiti; Valeriano Ciai; Giovanni Ciangottini; Vincenzo Ciardo; Arnoldo Ciarrocchi; Federico Cilia; Mario Cimara; Claudio Cintoli; Carlo Ciussi; Giovanni Colacicchi; Nando Coletti; Gianni Colombo; Bruno Colorio; Carmelo Comes; Pietro Consagra; Michelangelo Conte, Pino Conte; Primo Conti; Corrado Corazza; Edgardo Corbelli; Mario Cornali; Antonio Corpora; Carlo Corsi; Franco Costalonga; Nereo Costantini; Eolo Costi; Raffaele Costi; Francesco Coter; Salvatore Cotugno; Leonardo Cremonini; Angelo M. Crepet; Rino Crivelli; Gino Croari; Venanzo Crocetti; Pier Achille Cuniberti

## D
Luigi D'Alessandro; Carlo Dalla Zorza; Renato Daneo; Giulio D’Angelo; Lorenzo D’Ardia Caracciolo; Mario Davico; Cristoforo De Amicis; Raoul M. De Angelis; Giorgio De Chirico; Aurelio De Felice; Fernando De Filippi; Renato De Giorgis; Giuseppe De Gregorio; Pietro De Laurentiis; Enrico Della Torre; Mario De Luigi; Fortunato Depero; Roberto De Robertis; Carlo De Roberto; Francesco De Rocchi; Armando De Stefano; Enrico De Tomi; Giovanni De Vincenzo; Fiorella Diamantini; Giuseppe Di Caro; Gerardo Di Fiore; Lucia Di Luciano; Lino Dinetto; Michele Di Raco; Attilio Di Renzo; Antonio Donghi; Piero Dorazio; Giovanni Dotzo; Gianni Dova; Eugenio Dragutescu; Ercole Drei

## E
Enotrio (Enotrio Pugliese); Marcello Ercole; Amaldo Esposto

## F
Agenore Fabbri; Fabio Failla; Eliano Fantuzzi; Enzo Faraoni; Antonio Fasan; Gianfranco Fasce; Pericle Fazzini; Franco Ferrai; Giuseppe Ferrari; Virginio Ferrari; Ferruccio Ferri; Tano Festa; Ettore Fico; Giannetto Fieschi; Novello Finotti; Angelo Fois; Giuseppe Fontana; Lucio Fontana; Gustavo Foppiani; Mariano Fracalossi; Riccardo Francalancia; Mario Francesconi; Nino Franchina; Francesco Franco; Sergio Franzoi; Nato Frascà; Valerio Fraschetti; Vincenzo Frunzo; Mario Fulloni

## G
Vincenzo Gaetaniello; Nicola Galante; Eugenio Galiano; Oscar Gallo; Riccardo Galuppo; Albino Galvano; Marcolino Gandini; Franco Garelli; Pier Antonio Gariazzo; Piero Garino; Luciano Gaspari; Bruna Gasparini; Giorgia Gatti Badoer; Franco Gentilini; Alberto Gerardi; Luigi Gheno; Quinto Ghermandi; Gino Ghiringhelli; Alberto Giaquinto; Egidio Giaroli; Lorenzo Gigotti; Ivo Giubbilei; Pippo Giuffrida; Gustavo Giulietti; Franco Goberti; Adriano Grande; Lido Graziani; Emilio Greco; Gino Gregori; Ezio Gribaudo; Gianni Grimaldi; Laura Grisi; Gruppo T; Gruppo Uno; Loris Gualazzi; Carlo Guarenti; Edgardo Guarino; Marcello Guasti; Alcione Gubellini; Luigi Guericchio; Lorenzo Guerrini; Michele Guerrisi; Mario Guglielmotti; Stefania Guidi; Paolo Guiotto; Nunzio Gulino; Renato Guttuso; Beppe Guzzi; Virgilio Guzzi

## H
Carlo Hollesch

## I
Raffaele Iandolo; Icaro (Paolo Chisotti); Camillo Innocenti; Angelo Izzi;

## J
Alfredo Jacobacci; Guglielmo Janni; Franco Jurlo

## K
Giovanni Korompai

## L
Dino Lanaro; Giorgina Lattes; Mario Lattes; Walter Lazzaro; Ermanno Leinardi; Leoncillo (Leoncillo Leonardi); Carlo Levi; Paola Levi Montalcini; Riccardo Licata; Antonio Ligabue; Virgilio Lilli; Umberto Lilioni; Raffaele Lippi; Vittoria Lippi; Stefano Locatelli; Luigi Lochi; Bepi Longo; Carlo Lorenzetti; Felice Ludovisi; Sandro Luporini

## M
Giuseppe Macrì; Mario Mafai; Raffaella Magliola; Vittorio Magnani; Cesco Magnolato; Angelo Camillo Maine; Michele Mainoli; Paolo Manaresi; Romeo Mancini; Bruno Mancinotti; Carlo Mandelli; Pompilio Mandelli; Alberto Manfredi; Edgardo Mannucci; Colombo Manuelli; Tranquillo Marangoni; Giovanni March; Giancarlo Marchese; Mario Marcucci; Roberto Margheri; Anacleto Margotti; Enzo Mari; Elio Mariani; Ugo Marinangeli; Giuseppe Marino; Gino Marotta; Giuseppe Antonio Martin; Piero Martina; Giuseppe Martinelli; Onofrio Martinelli; Enrico Martini; Ermino Martini; Quinto Martini; Beppe Marzot; Sergio Mascaro; Marcello Mascherini; Titina Maselli; Umberto Mastroianni; Eliseo Mattiacci; Carlo Mattioli; Giuseppe Mazzullo; Pietro Melecchi; Salvatore Meli; Gino Meloni; Demetrio Menegatti; Costanza Mennyey; Francesco Menzio; Plinio Mesciulam; Francesco Messina; Biagio Micieli; Angelo Milani; Umberto Milani; Sebastiano Miluzzo; Clara Mingoli; Luciano Minguzzi; Renata Minuto; Mirko (Mirko Basaldella); Celso Miselli; Giuseppe Misticoni; Aldo Modena; Sante Monachesi; Luca Monaco; Carlo Montarsolo; Alessandro Monteleone; Teresa Montemaggiori; Piero Monti; Rolando Monti; Giorgio Morandi; Gino Morandis; Publio Morbiducci; Corrado Morelli; Alberto Moretti; Mary Morgillo; Realdo Cristiani Mori; Ennio Morlotti; Marcello Muccini; Augusto Murer

## N
Carlo Nangeroni; Mario Nanni; Gualterio Nativi; Silvio Navarra; Mario Negri; Alberto Negroni; Vanna Nicolotti; Mario Nigro; Costantino Nivola; Giorgio Nonveiller; Franco Nonnis; Romano Notari; Emilio Notte

## O
Giovanni Omiccioli; Nora Orioli; Davide Orler; Nemesio Orsatti; Frida Osti Franceschetti

## P
Nello Pacchietto; Achille Pace; Gaetano Pallozzi; Umberto Palumbo; Ivo Pannaggi; Filippo Panseca; Ideo Pantaleoni; Giorgio Dario Paolucci; Eugenio Pardini; Giselda Parisella; Tancredi Parmeggiani; Pasquarosa (Pasquarosa Bertoletti); Enrico Paulucci; Luigi Pavanati; Mario Pellarin; Sirio Pellegrini; Eros Pellini; Tito Pelloni; Siro Penagini; Fulvio Pendini; Luigi Pera; Augusto Perez; Achille Perilli; Giorgio Pesci; Enzo Petrillo; Isa Petrozzani; Carlo Alberto Petrucci; Ennio Pettenello; Antonio Pettinicchi; Cesare Peverelli; Lucio Pezzolesi; Italo Picini; Attilio Pierelli; Antonio Pinto; Fausto Pirandello; Giuseppe Pirozzi; Giuseppe Pirrone; Gianni Pisani; Paola Pitzianti; Salvatore Pizzarello; Giovanni Pizzo; Isa Pizzoni; Osvaldo Poggio; Orlando Poian; Biagio Poidimani; Ebe Poli; Guido Polo; Giò Pomodoro; Gaetano Pompa; Giacomo Porzano; Eleonora Posabella; Concetto Pozzati; Pippo Pozzi; Guido Prayer; Italo Primi; Angelo Prudenziato; Bruno Pruno; Bruno Pulga; Domenico Purificato

## Q
Carlo Quaglia; Massimo Quaglino

## R
Mario Radice; Rapido Radio; Amilcare Rambelli; Giorgio Ramella; Pierluigi Rampinelli; Carlo Ramous; Renato Ranaldi; Antonietta Raphaël De Simon; Umberto Raponi; Piero Raspi; Ugo Recchi; Mauro Reggiani; Remo Remotti; Manlio Rho; Enrico Ricci; Paolo Ricci; Luigi Maria Rigon; Giulia Rizzoli Baldovino; Gina Roma; Giovanni Romagnoli; Bepi Romagnoni; Elio Romano; Giuseppe Romano; Bruno Rosai; Livio Rosignano; Mario Rossello; Ilario Rossi; Francesco Rossini; Mino Rosso; Duilio Rossoni; Mimmo Rotella; Bruno Rovesti; Nicola Rubino; Alfredo Ruggeri; Amedeo Ruggiero; Corrado A. Russo

## S
Selvino Sabbadini; Oscar Saccorotti; Bruno Saetti; Brunella Saetti Frisa; Lucio Saffaro; Alberto Salietti; Raffaello Salimbeni; Salvatore (Salvatore Messina); Anna Salvatore; Anna Sanesi; Carlo Santachiara; Bruno Santini; Renato Santini; Franco Sarnari; Manlio Sarra; Filippo Sartorio; Aligi Sassu; Angelo Savelli; Guglielmo Savini; Leonardo Savioli; Emilio Scanavino; Sergio Scanu; Sergio Scatizzi; Toti Scialoja; Nunzio Sciavarello; Enzo Sciavolino; Paolo Scirpa; Antonio Scordia; Filippo Scroppo; Albano Seguri; Dolores Sella; Pio Semeghini; Luigi Senesi; Carmine Servino; Luigi Servolini; Gino Severini; Loreno Sguanci; Mario Sironi; Giacomo Soffiantino; Ardengo Soffici; Francesco Somaini; Marino Sormani; Alessio Sozzi; Luigi Spacal; Andrea Spadini; Gino Spalmach; Silvana Spilimbergo; Francesco Spizzico; Raffaele Spizzico; Nino Springolo; Mauro Staccioli; Antonio Stagnoli; Bruo Starita; Attilio Steffanoni; Vito Stifano; Guido Strazza; Luigi Strazzabosco; Alberto Sughi

## T
Francesco Tabusso; Orfeo Tamburi; Ausonio Tanda; Gaetano Tanzi; Ernesto Tatafiore; Vittorio Tavernari; Nerio Tebano; Carlo Terzolo; Rita Thermes; Lino Tiné; Giovanni Tizzano; Tito Toffolo; Fiorenzo Tomea; Riccardo Tommasi Ferroni; Cosimo Damiano Tondo; Attilio Torresini; Mario Tozzi; Mino Trafeli; Virgilio Tramontin; Nurdio Trentini; Francesco Trombadori; Valeriano Trubbiani; Joffre Truzzi; Renzo Turbaro; Giulio Turcato; Aldo Turchiaro

## U
Giorgio Ulivi; Giuseppe Uncini; Gianfilippo Usellini

## V
Sergio Vacchi; Vieri Vagnetti; Antonio Vangeli; Valentino Vago; Grazia Varisco; Felice Vatteroni; Valeria Vecchia; Mario Vellani Marchi; Antonio Venditti; Luigi M. Veronesi; Luigi Veronesi; Libero Verzetti; Tullio Vietri; Alberto Viani; Domenico Viggiano; Franco Villoresi; Romano Vio; Antonino Virduzzo; Giuseppe Virgili; Raoul Vistoli; Giuseppe Viviani; Renato Volipini

## W
Remo Wolf

## Z
Ezio Zagarese; Tono Zancanaro; Gianni Zanetti; Antonio Zanini; Ada Zanon Marisaldi; Nwarth Zarian; Giuseppe Zigaina; Dino Zuffi; Natalino Zullo.